# 霊山郡
霊山郡（ヨンサンぐん、영산군）は韓国慶尚南道昌寧郡南部地域にあった行政区画である。現在の昌寧郡霊山面を中心に、南旨邑、桂城面、丈麻面、都泉面、吉谷面、釜谷面地域を管轄した。1914年に昌寧郡に統合され廃止された。

## 歴史
- 本来は新羅の西火県だった。757年に尚薬県に改称し密城郡（密陽）の属県となった。
- 940年頃 - 霊山県に改称され、そのまま密城の属県となった。
- 1274年 - 監務が派遣され、県に昇格した。
- 1366年 - 密城の属県だった桂城県が霊山の属県となった。
- 1390年 - 桂城が再び密陽の属県となったが、1394年に再び霊山に編入された。
- 1895年 - 大邱府霊山郡
- 1896年 - 慶尚南道霊山郡
- 1914年3月1日 - 霊山郡は廃止され、昌寧郡に統合された。

| 朝鮮総督府令第111号 |            |                                                                              |
| 旧行政区画          | 新行政区画 | 新行政区画                                                                   |
| 霊山郡道沙面        | 남곡면     | 남지리、마산리、용산리、성사리、신전리、학계리                               |
| 霊山郡丈加面        | 丈麻面     | 대봉리、동정리、산지리、신구리、장가리、초곡리                               |
| 霊山郡麻姑面        | 丈麻面     | 강리、유리                                                                   |
| 霊山郡吉谷面        | 吉谷面     | 길곡리、마천리、오호리、증산리                                               |
| 霊山郡釜谷面        | 釜谷面     | 거문리、구산리、노리、부곡리、비봉리、사창리、수다리、온정리、청암리、학포리 |
| 霊山郡都泉面        | 都泉面     | 일리、도천리、논리、우강리、덕곡리、어만리、송진리、예리                     |
| 霊山郡邑内面        | 霊山面     | 교리、구계리、동리、봉암리、서리、성내리、신제리、월령리、죽사리             |
| 霊山郡桂城面        | 桂城面     | 봉산리、광계리、신당리、사리、명리、계성리                                   |